# Slaget vid Kap Ecnomus
Slaget vid Kap Ecnomus (klassisk grekiska: Ἔκνομος, Éknomos) var ett sjöslag under första puniska kriget (264–241 f.kr.) som utkämpades 256 f.Kr. vid Kap Ecnomus utanför södra Sicilien mellan en romersk invasionsflotta på väg till Kartago och en kartagiansk konterflotta skickad att stoppa invasionen. Slaget resulterande i romersk seger och följdes av den romerska invasionen av kartagiska Nordafrika.
Sjöslaget är känt för att potentiellt ha varit det största sjöslaget genom historien, med över 300 fartyg per flotta.

## Slaget

Förenklad stridsserie över slaget (på engelska). Grönt representerar kartagiska flottan och blått den romerska flottan.

Rom var på väg med en invasionsflotta till kartagiska Nordafrika när den stötte på Kartagos konterflotta. Kartago visste om Roms invasion och hade mönstrat alla tillgängliga örlogsfartyg för att möta romarna vid Kap Ecnomus.
Vid utfallet formade den romerska flottan, som förde med sig godsskepp, en kilformation medan den kartagiska flottan bildade en bredlinje (linje med bredsidorna mot varandra). När den romerska kilen närmade sig den kartagiska flottan gick det kartagiska centralledet bakåt för att bilda en u-linje som kunde överflygla den romerska kilen. Överflyglingen var viktig då dåtidens sjöslag utkämpades genom att ramma fientliga skepp i sidan med en ramm i metall. De romerska skeppen var dock utrustade med en svivlande änterbrygga med vindspel och järnhake, av romarna kallade corvus (latin för "korp"), och kunde anfalla genom att borda frontalt och sedan äntra fiendeskeppet med äntergastar.
På grund av det grova antalet fartyg misslyckades den kartagiska omringningen och tre separata stridslinjer bröt ut. Dessa linjer havererade snabbt till klungor som gjorde det omöjligt att manövrera till att ramma andra fartyg, varför äntring blev avgörande för slaget. De kartagiska skeppen var inte utrustade för äntring, varav den romerska flottan enkelt kunde nedkämpa de kartagiska fartygen med dess änterbrygga och äntergastar. Den romerska centralklungan var först med att besegra sina motståndare och kunde därefter vända om och undsätta deras kamrater i de andra klungorna.
Slaget resulterade i romersk seger och följdes direkt av Roms invasion av kartagiska Nordafrika.